# NGC 6477
NGC 6477 (również PGC 2702901) – galaktyka soczewkowata (S0), znajdująca się w gwiazdozbiorze Smoka. Odkrył ją Lewis A. Swift 25 września 1886 roku.